# Erez Tal

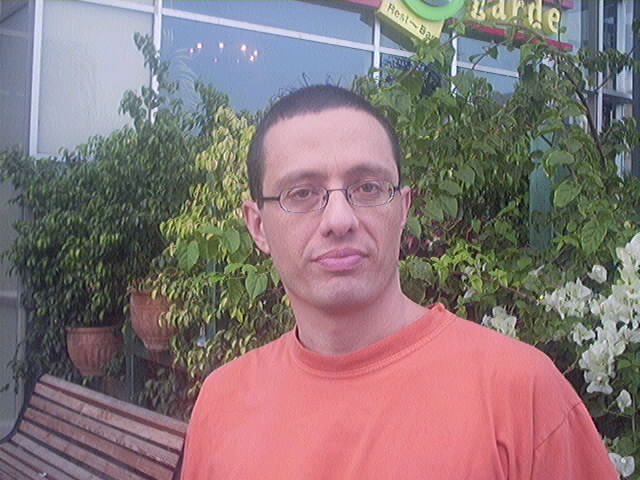
Erez Tal nel 2006

Erez Tal, pseudonimo di Erez Ben-Tulila (in ebraico ארז טל; Tel Aviv, 27 luglio 1961), è un conduttore televisivo e comico israeliano.

## Biografia

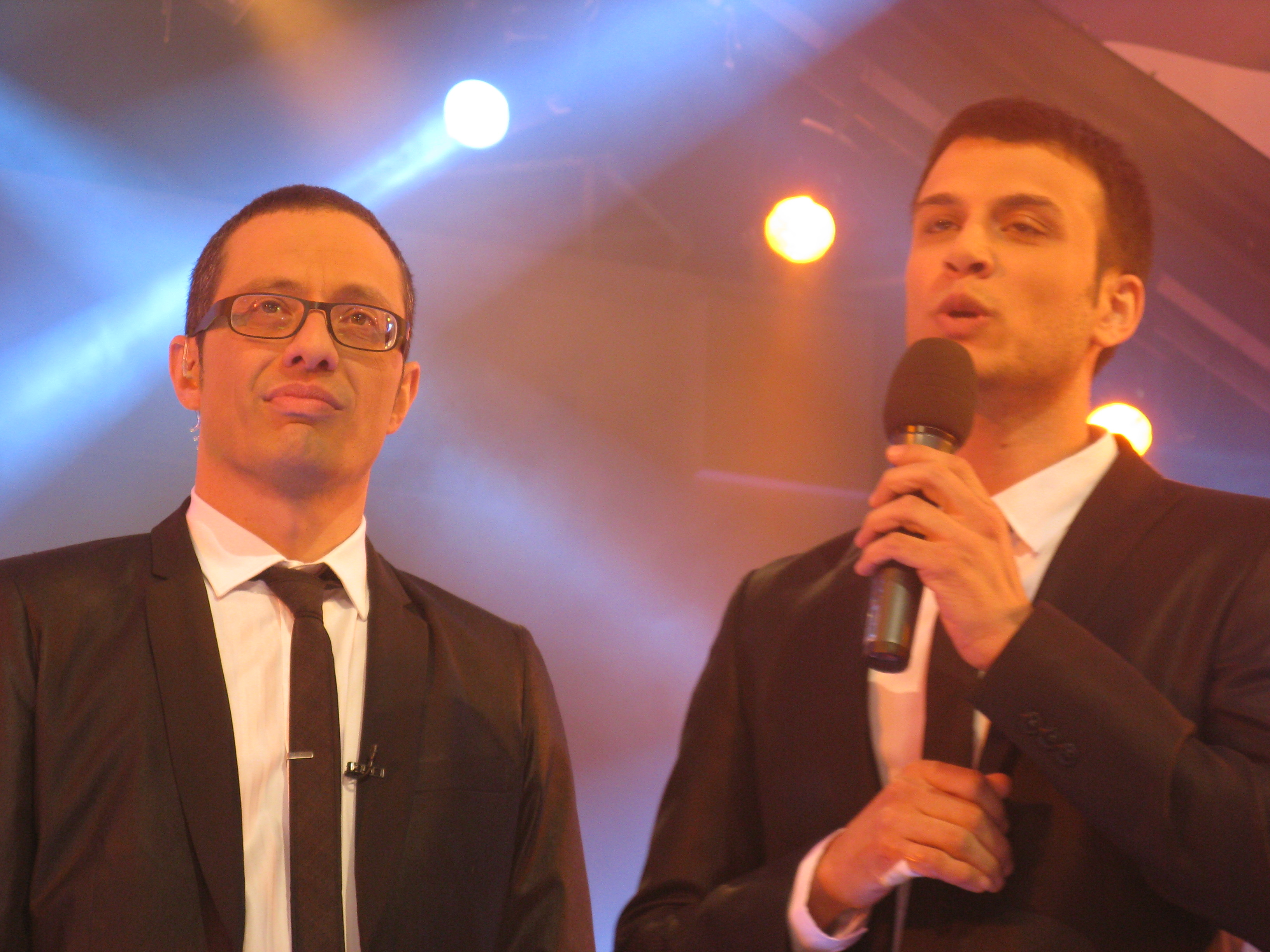
Erez Tal insieme ad Assi Azar alla conduzione del Grande Fratello nel 2008

Erez Tal nasce a Tel Aviv da genitori ebrei, il padre emigrato dall'Algeria e la madre nata in Israele. Inizia la sua carriera come conduttore radiofonico conducendo il programma Ma Yesh? (Cosa c'è?) sulla radio Galatz. Ad inizio anni '90 conduce lo show televisivo Ha'olam Ha'erev (Il mondo stasera) sull'allora canale sperimentale Channel 2. Quando ormai Channel 2 era diventata la prima televisione commerciale del Paese, Tal conduce e produce la versione israeliana del quiz La ruota della fortuna. Nel 2008 conduce la versione israeliana del reality Grande Fratello (Ha'Ach Ha'Gadol) insieme ad Assi Azar, comico da lui stesso scoperto e introdotto al grande pubblico. Tal ha condotto anche programmi comici come Solo in Israele e Night Club. Nel 2018 ha commentato per la televisione israeliana l'Eurovision Song Contest 2018, mentre è stato uno dei 4 presentatori dell'Eurovision Song Contest 2019, tenutosi a Tel Aviv.

## Televisione
- Ha'Ach Ha'Gadol (Channel 2, 2008-2017)
- Ha'Ach HaGadol VIP (Channel 2, 2009, 2015)
- Eurovision Song Contest (Kan 11, 2018-2019)[3]